# Liina Pylkkänen
Liina Pylkkänen é uma linguista e psicóloga estadunidense. Professora da Universidade de Nova Iorque, sua pesquisa considera a neurobiologia da linguagem e a linguística teórica.

## Carreira
Pylkkänen cresceu em Tampere, na Finlândia. Ela estudou filologia na Universidade de Tampere. Ela era estudante de intercâmbio de graduação na Universidade de Pittsburgh, e decidiu se mudar para lá para fazer pós-graduação. Em 1997, ela ingressou no Instituto de Tecnologia de Massachusetts como pesquisadora de doutorado. Seu doutorado explorou a estrutura do argumento verbal e variações interlinguísticas na introdução de argumentos. Ela ingressou na Universidade de Nova Iorque como pós-doutora em 2002.
Pylkkänen foi nomeada para o corpo docente da Universidade de Nova Iorque em 2004, onde foi promovida a professora em 2016. Ela estuda o potencial combinatório da linguagem humana. Ela combina teorias semânticas e trabalho computacional com magnetoencefalografia e ressonância magnética funcional. Seus primeiros trabalhos consideraram a interface sintaxe-semântica, com foco particular na gramática.
Ela se interessou pelos mecanismos neurais responsáveis pela combinatória da linguagem e pela construção da estrutura sintática. Sua pesquisa mostrou que o cérebro humano combina rotineiramente palavras de diferentes línguas, mostrando que as pessoas que são bilíngues alternam naturalmente entre elas porque seus mecanismos combinatórios não veem a língua como diferente.
Pylkkänen estudou como o cérebro processa a linguagem expressando fatos em comparação com as possibilidades de expressão da linguagem. Ela mostrou que a linguagem factual resultou em um rápido aumento na atividade cerebral, enquanto cenários que transmitiam possibilidades resultaram em uma resposta muito menos robusta.

## Trabalhos selecionados
- Liina Pylkkänen; Alec Marantz (1 de maio de 2003), «Tracking the time course of word recognition with MEG.», Trends in Cognitive Sciences, ISSN 1364-6613 (em inglês), 7 (5): 187-189, PMID 12757816, doi:10.1016/S1364-6613(03)00092-5, Wikidata Q50764985
- David Poeppel; Karen Emmorey; Gregory Hickok; Liina Pylkkänen (1 de outubro de 2012), «Towards a new neurobiology of language» (PDF), Journal of Neuroscience, ISSN 0270-6474 (em inglês), 32 (41): 14125-14131, PMC 3495005, PMID 23055482, doi:10.1523/JNEUROSCI.3244-12.2012, Wikidata Q24614814
- Douglas K Bemis; Liina Pylkkänen (1 de fevereiro de 2011), «Simple composition: a magnetoencephalography investigation into the comprehension of minimal linguistic phrases» (PDF), Journal of Neuroscience, ISSN 0270-6474 (em inglês), 31 (8): 2801-2814, PMC 6623787, PMID 21414902, doi:10.1523/JNEUROSCI.5003-10.2011, Wikidata Q38493289